# Brandenburgisches Landeshauptarchiv
Das Brandenburgische Landeshauptarchiv, kurz BLHA, ist das zentrale staatliche Archiv des Landes Brandenburg mit Sitz in Potsdam.

## Aufgaben
Das Landeshauptarchiv hat die Aufgabe, das Archivgut zu übernehmen, zu erfassen, auf Dauer aufzubewahren, zu sichern, erhalten, erschließen, allgemein nutzbar zu machen und für die Benutzung bereitzustellen und zu bewerten. Es berät die anbietungspflichtigen Stellen bei der Verwaltung und Sicherung der Unterlagen und nimmt Aufgaben der archivarischen Aus- und Fortbildung wahr. Darüber hinaus wirkt es an der Erforschung und Vermittlung insbesondere der brandenburgischen und deutschen Geschichte, der Heimat- und Ortsgeschichte mit.

## Bestände
Das BLHA ist zuständig für das Archivgut aller Stellen des Landes Brandenburg, ihrer Rechts- und Funktionsvorgänger sowie Reichs- und Bundesbehörden mit ausschließlich regionaler Zuständigkeit im Bereich des Landes Brandenburg. Dazu gehört das Archivgut der entsprechenden Behörden und Einrichtungen in:
- Kurmark, Neumark, Niederlausitz 10. Jahrhundert bis 1808/16
- Provinz Brandenburg 1808/1816–1945
- Provinz Mark Brandenburg/Land Brandenburg 1945–1952
- Bezirk Cottbus, Bezirk Frankfurt (Oder) und Bezirk Potsdam 1952–1990
- Land Brandenburg ab 1990
- Epochenübergreifende Bestände (Herrschafts-, Guts- und Familienarchive, Nachlässe und Familienarchive (jeweils vor 1945) sowie Nachlässe und persönliche Bestände (nach 1945), Wissenschaftliche Gesellschaften)
- Zentrales Grundbucharchiv des Landes Brandenburg: verwahrt werden die vor dem 3. Oktober 1990 geschlossenen Grundbuchunterlagen aus dem Bereich des gesamten Landes Brandenburg in seinen heutigen Landesgrenzen
- Sammlungen (Karten, Pläne, Risse, Wappen und Siegel, Bilder und Fotografien, Plakate, sowie kleine Erwerbungen)

Bis Ende 2019 betrug der Umfang aller Bestände und Sammlungen 54.000 laufende Meter.

## Geschichte

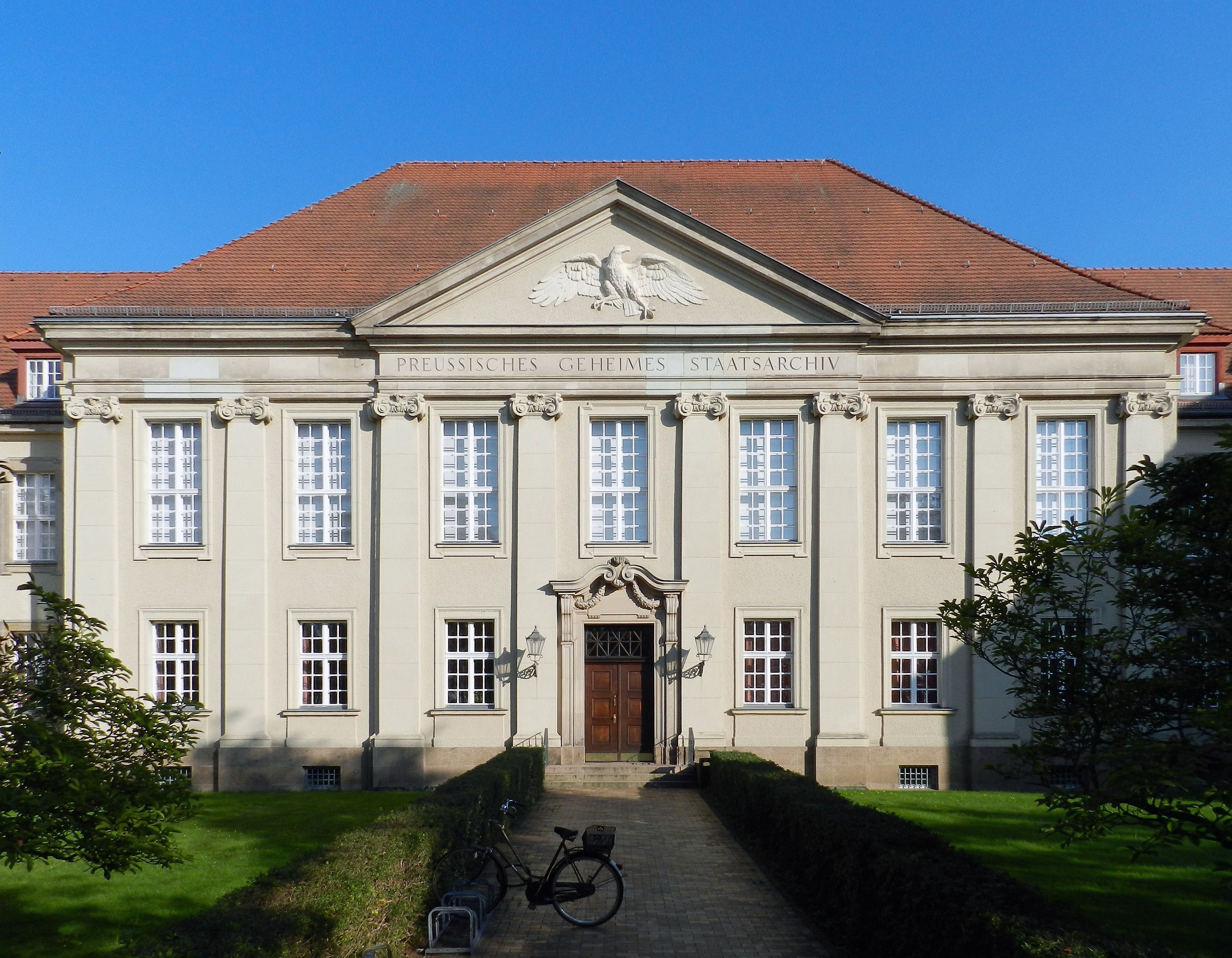
Preußisches Geheimes Staatsarchiv

Das BLHA wurde 1883 als „Brandenburgisches Provinzialarchiv“ beziehungsweise „Staatsarchiv für die Provinz Brandenburg und die Reichshauptstadt Berlin“ (seit 1931) gegründet. Bis dahin hatte Brandenburg als einzige preußische Provinz kein eigenes Staatsarchiv, da diese Funktion vom Geheimen Staatsarchiv Preußischer Kulturbesitz in Berlin-Dahlem wahrgenommen wurde. Nach 1945 erforderten die Sicherung der Archivbestände und die Entwicklung des Archivwesens im neugebildeten Land Brandenburg die Einrichtung eines Archivs. Durch Verfügung des brandenburgischen Ministers des Innern vom 21. Juni 1949 wurde das Landesarchiv Brandenburg gegründet (ab 1951 „Brandenburgisches Landeshauptarchiv“, 1965 bis 1991 „Staatsarchiv Potsdam“). Im Sommer 2015 wurde die Benutzung eingestellt, damit das BLHA in den Wissenschaftspark Golm umziehen konnte. Die Benutzung findet seit dem 1. März 2016 an dem neuen Standort in Potsdam-Golm statt.

## Persönlichkeiten

### Leiter und Direktoren
- 1956–1993: Friedrich Beck
- 1993–2020: Klaus Neitmann
- seit 2020: Mario Glauert

### Archivare
- Lieselott Enders

## Veröffentlichungen
Ab 2021 werden Neuveröffentlichungen im Rahmen der Open-Access-Strategie des Archivs unter einer Creative-Commons-Lizenz online verfügbar gemacht. Auch ältere Veröffentlichungen des Archivs werden sukzessive auf diese Weise zugänglich gemacht.
- Veröffentlichungen des Brandenburgischen Landeshauptarchivs, eine seit 1958 erscheinende Schriftenreihe
- Quellen, Findbücher und Inventare des Brandenburgischen Landeshauptarchivs, seit 1994 erscheinende Schriftenreihe
- Studien zur brandenburgischen und vergleichenden Landesgeschichte, seit 2003 erscheinende vom Brandenburgischen Landeshauptarchiv und der Brandenburgischen Historischen Kommission e. V. herausgegebene Schriftenreihe
- Brandenburgische Archive. Berichte und Mitteilungen aus den Archiven des Landes Brandenburg, seit 2007 einmal jährlich erscheinend (1993–2004 als Brandenburgische Archive – Mitteilungen aus dem Archivwesen des Landes Brandenburg zweimal jährlich erschienen)